# Drusilla e l'almanacco del giorno dopo
Drusilla e l'almanacco del giorno dopo è stato un programma televisivo italiano andato in onda nella fascia preserale di Rai 2 dal 6 giugno 2022 al 13 gennaio 2023 (per due edizioni), con la conduzione di Drusilla Foer. 
Si trattava di una riproposizione in chiave rivisitata della storica trasmissione Almanacco del giorno dopo, trasmessa su Rai 1 tra il 1976 e il 1994.

## Il programma
Il programma riproponeva la formula del celebre Almanacco del giorno dopo, con una durata maggiore e arricchito da nuove rubriche, spesso create appositamente per l'occasione. Oltre al classico format, la conduttrice si esibiva attraverso l'esecuzione di brani musicali (accompagnata al pianoforte da Loris di Leo), intervistava personalità famose e interagiva con vari personaggi in alcuni siparietti comici, come quelli con il cameraman Romolo interpretato da Flavio Abbondanza.
La sigla era la medesima della trasmissione originale, Chanson balladée di Antonino Riccardo Luciani, riarrangiata in quattro versioni differenti da Flavio Gargano.

## Edizioni
| Edizione | Conduzione    | Rete  | Periodo          | Periodo         | Puntate | Studio                                          | Regia               |
| Edizione | Conduzione    | Rete  | Inizio           | Fine            | Puntate | Studio                                          | Regia               |
| -------- | ------------- | ----- | ---------------- | --------------- | ------- | ----------------------------------------------- | ------------------- |
| 1ª       | Drusilla Foer | Rai 2 | 6 giugno 2022    | 1º luglio 2022  | 20      | Teatro delle Vittorie                           | Valerio Fagioli     |
| 2ª       | Drusilla Foer | Rai 2 | 12 dicembre 2022 | 13 gennaio 2023 | 25      | Studio 2 degli Studi televisivi Fabrizio Frizzi | Piergiorgio Camilli |

### Prima edizione
La prima edizione è andata in onda dal 6 giugno al 1º luglio 2022 per un totale di venti puntate, con la conduzione di Drusilla Foer. Ospite frequente è il pupazzo Topo Gigio, che cura la Rubrica del giorno Topo. 
| Puntata | Messa in onda  | Ospiti                                            | Telespettatori | Share | Fonte  |
| ------- | -------------- | ------------------------------------------------- | -------------- | ----- | ------ |
| 1       | 6 giugno 2022  | Amadeus, Topo Gigio                               | 797 000        | 5,15% | [ 1 ]  |
| 2       | 7 giugno 2022  | Antonella Clerici, Il Volo                        | 823 000        | 5,30% | [ 2 ]  |
| 3       | 8 giugno 2022  | Topo Gigio                                        | 818 000        | 5,17% | [ 3 ]  |
| 4       | 9 giugno 2022  | Jalisse                                           | 744 000        | 4,56% | [ 4 ]  |
| 5       | 10 giugno 2022 | Enrica Bonaccorti, Topo Gigio                     | 626 000        | 4,36% | [ 5 ]  |
| 6       | 13 giugno 2022 | Topo Gigio                                        | 599 000        | 3,94% | [ 6 ]  |
| 7       | 14 giugno 2022 | Iva Zanicchi                                      | 657 000        | 4,31% | [ 7 ]  |
| 8       | 15 giugno 2022 | Samuel Peron, Topo Gigio                          | 610 000        | 4,03% | [ 8 ]  |
| 9       | 16 giugno 2022 | Minnie Minoprio                                   | 638 000        | 4,50% | [ 9 ]  |
| 10      | 17 giugno 2022 | Enzo Paolo Turchi, Sabrina Ferilli, Ron           | 488 000        | 3,36% | [ 10 ] |
| 11      | 20 giugno 2022 | Ornella Vanoni, Topo Gigio                        | 524 000        | 3,53% | [ 11 ] |
| 12      | 21 giugno 2022 | -                                                 | 593 000        | 3,83% | [ 12 ] |
| 13      | 22 giugno 2022 | Valentina Persia, Franco Godi, Topo Gigio         | 628 000        | 4,18% | [ 13 ] |
| 14      | 23 giugno 2022 | Luca Parmitano, Topo Gigio                        | 566 000        | 3,89% | [ 14 ] |
| 15      | 24 giugno 2022 | Diana Winter, Vito Coppola, Nek                   | 594 000        | 4,29% | [ 15 ] |
| 16      | 27 giugno 2022 | Cristiana Polegri, Topo Gigio                     | 536 000        | 3,62% | [ 16 ] |
| 17      | 28 giugno 2022 | Joe Bastianich, Topo Gigio                        | 507 000        | 3,35% | [ 17 ] |
| 18      | 29 giugno 2022 | Gemelli di Guidonia, Ema Stokholma, Michele Bravi | 507 000        | 3,65% | [ 18 ] |
| 19      | 30 giugno 2022 | Topo Gigio                                        | 490 000        | 3,64% | [ 19 ] |
| 20      | 1º luglio 2022 | Carlo Conti, Cristina D'Avena, Topo Gigio         | 475 000        | 3,65% | [ 20 ] |
| Media   | Media          | Media                                             | 611 000        | 4,11% |        |

### Seconda edizione
La seconda edizione, la cui partenza era inizialmente prevista per il 21 novembre, è andata in onda dal 12 dicembre 2022.
Questa stagione ha visto la presenza del pubblico in studio e delle cosiddette almanacchine, due ragazze nel ruolo di vallette, puntualmente malvolute e maltrattate da Drusilla, interpretate da Angelica e Stella Mazzei. Nel cast fisso si aggiungeva anche il velocissimo astrologo Vincenzo Laganà, con la rubrica L'oroscopo del giorno dopo, posizionata al termine della trasmissione e caratterizzata dalla breve durata di circa un minuto. 
L'Almanacco era inoltre preceduto da un'anteprima, l'ItPareid (voluto omaggio all'Hit Parade di Lelio Luttazzi), ovvero una classifica musicale ufficiale tratta dagli anni sessanta, settanta, ottanta e novanta, guidata dalla voce di un personaggio famoso diverso in ciascuna puntata, con spezzoni d'epoca provenienti dall'archivio delle Teche Rai. 
| Puntata | Messa in onda    | Voce narrante e anno dell'ItPareid | Ospiti                                                   | Telespettatori | Share | Fonte  |
| ------- | ---------------- | ---------------------------------- | -------------------------------------------------------- | -------------- | ----- | ------ |
| 1       | 12 dicembre 2022 | Carlo Conti, 1975                  | Elisa Gallelli, Donatella Rettore                        | 766 000        | 3,74% | [ 22 ] |
| 2       | 13 dicembre 2022 | Antonella Clerici, 1980            | Dora Moroni                                              | 824 000        | 3,65% | [ 24 ] |
| 3       | 14 dicembre 2022 | Rosanna Vaudetti, 1969             | Andrea Bocelli con i figli Matteo e Virginia, Topo Gigio | 686 000        | 3,00% | [ 26 ] |
| 4       | 15 dicembre 2022 | Ron, 1990                          | Mario Tozzi, Mietta                                      | 758 000        | 3,90% | [ 27 ] |
| 5       | 16 dicembre 2022 | Elisa Isoardi, 1973                | Serena Grandi, Carlo Alberto Biazzi, Sara Simeoni        | 649 000        | 3,40% | [ 28 ] |
| 6       | 19 dicembre 2022 | Mariolina Cannuli, 1967            | Gigliola Cinquetti                                       | 545 000        | 2,70% | [ 29 ] |
| 7       | 20 dicembre 2022 | Topo Gigio, 1982                   | Tosca                                                    | 664 000        | 3,50% | [ 30 ] |
| 8       | 21 dicembre 2022 | Antonio Mezzancella, 1977          | Alba Parietti                                            | 593 000        | 3,20% | [ 31 ] |
| 9       | 22 dicembre 2022 | Serena Bortone                     | Ornella Muti, Naike Rivelli                              | 669 000        | 3,60% | [ 32 ] |
| 10      | 23 dicembre 2022 | Barbara Boncompagni, 1989          | Topo Gigio                                               | 375 000        | 3,00% | [ 34 ] |
| 11      | 26 dicembre 2022 | Salvo Sottile, 1972                | Pino Strabioli, Topo Gigio                               | 593 000        | 3,20% | [ 35 ] |
| 12      | 27 dicembre 2022 | Paolo Jannacci, 1962               | Ditonellapiaga, Vittoria Schisano                        | 681 000        | 3,50% | [ 36 ] |
| 13      | 28 dicembre 2022 | Pierluigi Diaco, 1994              | Alan Sorrenti                                            | 613 000        | 3,20% | [ 37 ] |
| 14      | 29 dicembre 2022 | Gabriella Ferrari, 1985            | Mara Maionchi e Alberto Salerno, Adelmo Togliani         | 688 000        | 3,50% | [ 38 ] |
| 15      | 30 dicembre 2022 | -                                  | Vincenzo Laganà, Myss Keta                               | 628 000        | 3,40% | [ 39 ] |
| 16      | 2 gennaio 2023   | Giovanni Vernia, 1986              | Luca Ward, Marina Tagliaferri                            | 669 000        | 3,40% | [ 40 ] |
| 17      | 3 gennaio 2023   | Gloria Guida, 1968                 | Lina Sastri                                              | 619 000        | 3,10% | [ 41 ] |
| 18      | 4 gennaio 2023   | Mario Lavezzi, 1974                | Rossella, Simona, Giuppy e Fiamma Izzo                   | 668 000        | 3,50% | [ 42 ] |
| 19      | 5 gennaio 2023   | Pino Strabioli, 1991               | Drusilla Gucci                                           | 759 000        | 4,10% | [ 43 ] |
| 20      | 6 gennaio 2023   | Riccardo Rossi, 1978               | Topo Gigio                                               | 696 000        | 3,90% | [ 44 ] |
| 21      | 9 gennaio 2023   | Barbara Foria, 1999                | Le Bluedolls                                             | 624 000        | 3,00% | [ 45 ] |
| 22      | 10 gennaio 2023  | Valerio Lundini, 1983              | Carmen Russo                                             | 672 000        | 3,20% | [ 46 ] |
| 23      | 11 gennaio 2023  | Lucrezia Lante della Rovere, 1970  | Malika Ayane                                             | 658 000        | 3,20% | [ 47 ] |
| 24      | 12 gennaio 2023  | Maria Giovanna Elmi, 1964          | Red Canzian                                              | 695 000        | 3,40% | [ 48 ] |
| 25      | 13 gennaio 2023  | Drusilla Foer, 1981                | Topo Gigio, cast del programma                           | 721 000        | 3,60% | [ 49 ] |
| Media   |                  |                                    |                                                          |                |       |        |